# Дербентский 154-й пехотный полк
154-й пехотный Дербентский полк — пехотная воинская часть Русской императорской армии. Входил в состав 39-й пехотной дивизии.

## Формирование и кампании полка
Дербентский полк учреждён 6 ноября 1863 г., при формировании на Кавказе 3-х новых дивизий (38-й, 39-й и 40-й), в составе 3-х батальонов из 6-го резервного батальона Ставропольского пехотного полка и резервного Кавказского № 2 линейного батальона (сформированного 14 июля 1841 г.). Тотчас по сформировании Дербентский полк был назначен в состав Пшехского отряда, с которым и принял участие в Хукучинской экспедиции на завершающем этапе Кавказской войны. 25 марта 1864 г. полк назван 154-м пехотным Дербентским полком; 1 августа 1874 г. в полку сформирован 4-й батальон, на образование которого поступил 14-й Кавказский линейный батальон (сформированный в 1834 г. из 3-го батальона упразднённого 40-го егерского полка).
Дербентский полк принимал участие в русско-турецкой войне 1877—1878 гг. и особенно отличился 2 октября при взятии штурмом Орлокских высот. На долю Дербентского полка выпал штурм горы Шатыр-Оглу. Под градом пуль, с криком «ура», полк лихо ударил в штыки и взял первый завал. Предстояло взять высоту, к северу от Шатыр-Оглу, господствующую над всей местностью до Визинкея и Базарджика. Дербентцы под расстрелом турок поднимались по страшным крутизнам
более получаса и, добравшись до первого редута, бросились в штыки и выбили турок. Следуя по пятам за турками, полк очистил высоту и к ночи овладел ею совершенно. 3 октября полк отличился при взятии Визинкейских высот. 13 октября 1878 г. всем 4-м батальонам полка Высочайше пожалованы Георгиевские знамёна, с надписью: «За взятие штурмом Орлокских высот 2 октября 1877 г.». Кроме того, 13-я рота имеет нагрудные знаки для офицеров и на головные уборы для нижних чинов, с надписью: «За отличие при покорении Западного Кавказа в 1864 г.», пожалованные 20 июня 1865 г. стрелковой роте Кавказского линейного № 14 батальона.
В Первой мировой войне полк действовал в составе 1-го Кавказского армейского корпуса, сражался в июльской операции 1915 г. и отличился при разгроме турок под Эрзерумом.
Полковой праздник — 30 августа.

## Командиры полка
- 12.12.1863 — 28.10.1866 — полковник Бибиков, Александр Александрович
- 19.11.1866 — 04.11.1871 — полковник Ковалевский, Евграф Яковлевич
- 24.11.1871 — 08.11.1877 — полковник Ковторадзе, Алексей Гаврилович
- 22.12.1877 — 18.02.1878[4] — полковник Панкратьев, Александр Андреевич
- 18.02.1878 — 26.02.1894 — полковник Козловский, Игнатий Антонович
- 03.03.1894 — 14.10.1899 — полковник Клопотовский, Николай Львович
- 25.11.1899 — 04.11.1905 — полковник фон Шлихтен, Анатолий Петрович
- 03.01.1906 — 22.11.1907 — полковник Добржинский, Дионисий Антонович
- 14.12.1907 — 11.06.1914 — полковник Троицкий, Михаил Иванович
- 09.07.1914 — 27.02.1915 — полковник Шувалов, Григорий Степанович
- 27.02.1915 — 24.08.1916 — полковник (с 16.07.1916 генерал-майор) Нижерадзе, Константин Константинович
- 24.08.1916 — 31.03.1917 — полковник Демяник, Николай Моисеевич
- 31.03.1917 — 12.08.1917 — полковник Мельников, Василий Евтихиевич
- 12.08.1917 — после 11.10.1917 — полковник Леве, Владимир Николаевич

## Другие формирования этого имени
Впервые название Дербентского полка появилось в 1724 г., когда батальоны, оставленные в Персии по окончании Персидского похода 1723 г., были сведены в полки, которым и были присвоены названия занятых провинций. В 1743 г. Дербентский полк был расформирован для пополнения флота.